# Herbert Rappsilber
Herbert Rappsilber, gerufen „Teddy“ (* 2. April 1925 in Brachstedt/Saalkreis; † 2003 in Öhringen/Hohenlohekreis) war ein deutscher Fußballspieler und Fußballtrainer, der im Jahre 1952 mit Turbine Halle die Fußballmeisterschaft im DDR-Fußball gewann.

## Karriere

### Ostdeutschland, 1932–1955
Mit knapp sieben Jahren begann Herbert Rappsilber in der Jugendabteilung des FC Wacker Zörbig 04 das Fußballspielen im Verein. Dort war auch sein Vater als Aktiver im Einsatz. Als Schuljunge spielte er täglich Fußball. Der in der Jugend zumeist als Mittelstürmer eingesetzte Spieler wurde durch sein herausragendes Talent in die Kreis- und Gebietsauswahl berufen. Noch fünfzehnjährig, debütierte er in der ersten Mannschaft von Wacker Zörbig. Einer seiner Mitspieler war sein Vater. 1942 wechselte er zum Gauligisten Hallescher FC Wacker. Dieser Wechsel wurde beeinflusst durch die Bekanntschaft mit Fußballspielern, die er in den Flugzeugwerken in Halle traf. Hier wurde er zum Metallflugzeugbauer ausgebildet. Im Frühjahr 1944 kam Herbert Rappsilber als Fallschirmjäger nach Lyon. Bereits am 27. Dezember 1944 geriet er im belgischen Bastogne verwundet in Kriegsgefangenschaft. Bis April 1946 war Herbert Rappsilber in einem Auffanglager für Europäer im amerikanischen Bundesstaat New Jersey interniert. Dort bot sich ihm die Gelegenheit zum Fußballspielen. Im April 1948 kam Herbert Rappsilber aus einem Camp im Südwesten Englands wieder nach Zörbig zu seinen Eltern. Dort schloss er sich unmittelbar den Fußballern der SG Zörbig an.

### Freiimfelde/Union/Turbine/SC Chemie Halle-Leuna, 1948–1955
Trotz der jahrelangen kriegsbedingten Unterbrechung seiner hoffnungsvollen Karriere war der 23-jährige im Fußball der Ostzone von Beginn an eine anerkannte Größe. Mit Freiimfelde Halle gewann er nach einem 2:0-Sieg gegen BW Stendal am 10. April 1949 die Meisterschaft von Sachsen-Anhalt. Beide Mannschaften wurden im April 1949 in ZSG Union Halle bzw. SG Eintracht Stendal umbenannt. Das Finale um die zweite Ostzonen-Meisterschaft am 26. Juni 1949 im Dresdner Stadion am Ostragehege gewann Halle mit zwei Treffern von Herbert Rappsilber mit 4:1 Toren gegen Fortuna Erfurt. Helmut Nordhaus, einer der besten Mittelläufer dieser Zeit, war sein direkter Gegenspieler. Den Plätzen fünf und sechs in den Runden 1949/50 und 1950/51 folgte im dritten Ligajahr eine Leistungssteigerung. Die Mannschaft aus Halle wurde 1952 – vor VP Dresden und Chemie Leipzig – Meister der DDR in der Oberliga. Der von Trainer Alfred Schulz als Allrounder eingesetzte Herbert Rappsilber bestritt alle 36 Ligaspiele und erzielte dabei acht Tore. Rappsilber und seine Turbine-Mitspieler Karl Gola, Erich Haase und Otto Knefler wurden durchschnittlich von 22.170 Zuschauern lautstark unterstützt. Am liebsten bekleidete Rappsilber die Position des Mittelläufers. Jedoch bildete er als Außenläufer ein sich gut ergänzendes Paar mit Otto Knefler. Beide beherrschten das Wechselspiel zwischen Defensive und Offensive. In der Runde 1952/53 war „Teddy“ zwar in 32 Spielen aktiv, jedoch konnte er den Absturz des Titelverteidigers auf den 13. Tabellenplatz nicht verhindern. Die Auswärtsschwäche war mit 8:24 Punkten eklatant. Im Sommer 1953 wechselten die Spieler Knefler, Heyse, Ebert und Haase mit Trainer Schulz zu Werder Bremen. Herbert Rappsilber blieb in Halle, spielte eine überragende Runde und schloss mit Turbine auf dem achten Platz die Runde ab. Nachdem die Mannschaft von Trainer Sepp Herberger 1954 in der Schweiz die Fußball-Weltmeisterschaft gewonnen hatte, wurden in der DDR die Sportclubs bei finanzstarken Großwerken installiert. Die Staatsamateure sollten unter Profibedingungen den Anschluss an die internationale Leistungsspitze herstellen. In Halle wurde der SC Chemie Halle-Leuna aus der Taufe gehoben. Nach 17 Einsätzen in der Runde 1954/55 war dieses Kapitel für Herbert Rappsilber beendet. Unter Vermittlung des Ex-Nationaltorwarts Willibald Kreß wechselte er in die Bundesrepublik zum FSV Frankfurt/Main in die Oberliga Süd. Insgesamt hatte er in der Ostzone/DDR von 1949 bis 1955 169 Spiele mit 43 Toren für Halle in der Oberliga bestritten. In der sachsen-anhaltischen Landesauswahl war er von 1948 bis 1951 in sieben Spielen mit sechs Toren zum Einsatz gekommen. Für die Deutsche Ostzone und die DDR hatte er von 1949 bis 1953 sechs Einsätze zu verzeichnen. Darunter war auch das Spiel der B-Elf am 14. Juni 1953 in Sofia gegen Bulgarien. Aus politischen Gründen wurde er für die Fußballnationalmannschaft der DDR nicht nominiert. Rappsilber meint dazu: „Es wurde zuviel nach der Politik gesehen und zu wenig der Fußball im Auge behalten. Die Meinung der Spieler wurde in der damaligen DDR zu wenig respektiert“.

### Aussage
Sein ehemaliger Mitspieler Karl Gola bemerkte zu dem Fußballer Herbert Rappsilber: „Er war ein sehr guter Spieler, schussgewaltig, kopfballstark, Stratege, guter Stopper und Allroundspieler“.

## FSV Frankfurt/Ausklang als Spieler, 1955–1963
In der Runde 1955/56 spielte der Mann aus Sachsen-Anhalt an der Seite von Richard Herrmann, Berthold Buchenau und Hans Strittmatter in der Oberliga Süd. Der FSV belegte am Rundenende den neunten Platz. Der Ex-Hallenser hatte in 18 Spielen sechs Toren dazu beigesteuert. Sein erstes Spiel in der Oberliga Süd bestritt er am 27. August 1955. Der Gegner, BC Augsburg, wurde 3:1 besiegt. Von 1956/57 bis 1962/63 spielte Herbert Rappsilber bei VfR Heilbronn und Amicitia Viernheim in der 2. Liga Süd. Danach beendete er seine aktive Spielerlaufbahn. Herbert Rappsilber spielte lässig, gekonnt und dynamisch zugleich. Er konnte eine Mannschaft mitreißen. Er war ein Torschütze, hatte technisches Können und taktisches Vermögen. Vom Verteidiger bis zum Linksaußen konnte er jede Position auf hohem Niveau bekleiden.

## Trainer
Nach den ersten Stationen im Amateurfußball – bei SB Heidenheim und TSV Tailfingen – übernahm Herbert Rappsilber zur Saison 1967/68 in der damals zweitklassigen Regionalliga Südwest die TuS Neuendorf. Die Koblenzer hatten die Runde 1966/67 unbefriedigend mit Platz 14 abgeschlossen. Auf Anhieb führte Herbert Rappsilber die Mannen um Werner Hölzenbein und Hans Sondermann auf den zweiten Tabellenplatz und damit in die Bundesliga-Aufstiegsrunde 1968. In seiner zweiten Saison in Neuendorf verpasste er die Meisterschaft lediglich infolge des schlechteren Torverhältnisses gegenüber dem Titelverteidiger SV Alsenborn. In den Aufstiegsrunden musste der Vizemeister des Südwestens jeweils die Überlegenheit der Rivalen aus dem Süden und Westen erfahren. Nach drei Runden war die Tätigkeit bei TuS Neuendorf zu Ende und Rappsilber zog aus familiären Gründen nach Schwäbisch Hall.

## Beruflich
Herbert Rappsilber war Angestellter im öffentlichen Dienst. In seine Zuständigkeit fiel die Sportstättenverwaltung. Tennis wurde sein Hobby.